# Amiri (tipografía)
Amiri (en árabe: أميري‎) es una tipografía o fuente para escritura árabe diseñada con estilo caligráfico nasji por el Dr. Jaled Hosny. La versión beta se lanzó en diciembre de 2011 y rápidamente se ha vuelto una de las tipografías árabes más populares. En octubre de 2019 se estima que se usaba en alrededor de 67 mil sitios web y la API de Google Fonts lo atiende aproximadamente 74,8 millones de veces por semana. La fuente Amiri también comprende glifos latinos, sumando más de 6 mil glifos. Toma su nombre del Corán Amiri o «edición coránica egipcia», cuya fuente tipográfica fue fabricada por la Imprenta Amiri.

## Inspiración
Amiri se inspira en la caligrafía de estilo nasji y fue usada por primera vez por la Imprenta Amiri o de Bulaq (مطبعة بولاق), también llamado al-Mataabi' al-Amiriya ( المطابع الأميرية ), en 1905. Se usó para imprimir el Corán 'Amiri', también conocido como «edición del Cairo» o egipcia, una de las primeras ediciones del Corán impresas mecánicamente y a la vez certificada por una autoridad islámica, la Mezquita de al-Azhar, en 1924.
Sobre este tipo de letra de 1905 y los desafíos de digitalizar escritura árabe, el Dr. Hosny escribió: «Una de las características más novedosas del tipo de letra Bulaq es mantener la estética de la caligrafía nasji mientras cumple con los requisitos (y limitaciones) de la composición tipográfica, una equilibrio que no se logra fácilmente».
El proyecto Amiri fue apoyado por Google Web Fonts, TeX Users Group, y donaciones de usuarios.

## Características
Amiri fue lanzado bajo la Open Font License de SIL.
El tipo de letra en sí tiene cuatro estilos: regular, negrita, inclinada, negrita inclinada y dos compañeros para la composición tipográfica coránica: Amiri Quran y Amiri Quran Colored. Todos los cuales están disponibles en contornos TrueType y formato OpenType .
La fuente Amiri hace un uso extensivo de las funciones OpenType para producir posiciones y sustituciones automáticas, incluidas una amplia variedad de formas contextuales, ligaduras y interletraje para las letras árabes y el número de āyas, y ofrece algunas funciones opcionales como variaciones de ciertas letras, así como variaciones elzevirianas para los para la numeración arábiga.
La fuente Amiri en sí fue publicada y desarrollada exclusivamente con software libre, a saber: FontForge, Inkscape, Python y Vim.